# Jaime García Cruz
Jaime García Cruz   (Madrid, 3 d'octubre de 1910 - Valladolid, 16 de maig de 1959) fou un genet i militar madrileny, guardonat amb una medalla olímpica.
Amb 18 anys entrà com a cadet a l'Acadèmia General Militar, de la qual es llicencià quatre anys més tard com a tinent de Cavalleria. Després de la Guerra Civil Espanyola començà a participar en concursos hípics.
Amb 37 anys va participar en els Jocs Olímpics d'Estiu de 1948 celebrats a Londres (Regne Unit), on va aconseguir guanyar una medalla de plata en la prova per equips del concurs de salts al costat de José Navarro i Marcelino Gavilán, a més de finalitzar cinquè en la prova individual, aconseguint així un diploma olímpic amb el cavall Bizarro. En els Jocs Olímpics d'Estiu de 1952 realitzats a Hèlsinki (Finlàndia) va aconseguir finalitzar desè en la prova per equips i setzè en la prova individual de salts.